# Aziz Ennakhli
Aziz Ennakhli (ur. 24 listopada 1989) – marokański piłkarz występujący na pozycji napastnika w klubie Chabab Mohammédia.

## Kariera klubowa
Do 2020 roku grał w drużynie Widad Témara.
11 listopada 2020 przeszedł do Youssoufii Berrechid. Zadebiutował 6 grudnia 2020 w przegranym 2:0 meczu przeciwko Wydadowi Casablanca. Pierwszą bramkę strzelił 14 lutego 2021 w wygranym 1:0 meczu przeciwko Renaissance Berkane. Łącznie wystąpił w 23 meczach i trafiał do siatki czterokrotnie.
10 sierpnia 2021 roku trafił do Chababu Mohammédia. W tym zespole zadebiutował 17 października w meczu przeciwko Youssoufii Berrechid, przegranym 2:0, grając 45 minut. Łącznie, do 5 stycznia 2022 zagrał 10 meczów.

### Statystyki
Stan na 5 stycznia 2022
| Sezon   | Klub                 | Kraj   | Rozgrywki | Mecze | Gole |
| ------- | -------------------- | ------ | --------- | ----- | ---- |
| 2020/21 | Youssoufia Berrechid | Maroko | GNF 1     | 23    | 4    |
| 2021/22 | Chabab Mohammédia    | Maroko | GNF 1     | 10    | 0    |